# Varvara Soubbotina
Pour les articles homonymes, voir Soubbotina.
Varvara Soubbotina, née le 21 mars 2001, est une nageuse synchronisée russe.

## Biographie
Lors des championnats du monde junior en juin 2018, elle remporte l'or en solo libre et en solo technique.
En juillet 2018, elle remporte le même jours la médaille d'or du solo libre et du solo technique lors des Championnats du monde junior de natation synchronisée,. Le mois suivant, lors des Championnats d'Europe de natation 2018, elle décroche la médaille d'or du duo technique avec sa compatriote Svetlana Kolesnichenko.

## Palmarès

### Championnats du monde
- Championnats du monde juniors 2018 à Budapest ( Hongrie) :
  -  Médaille d'or du solo libre
  -  Médaille d'or du solo technique

### Championnats d'Europe
- Championnats d'Europe junior 2017 à Rijeka ( Croatie) :
  -  Médaille d'or par équipe
  -  Médaille d'or du ballet par équipe
- Championnats d'Europe junior 2018 à Tampere ( Finlande) :
  -  Médaille d'or du solo libre
  -  Médaille d'or du solo technique
- Championnats d'Europe 2018 à Glasgow ( Royaume-Uni) :
  -  Médaille d'or du duo libre
  -  Médaille d'or du duo technique
- Championnats d'Europe 2020 à Budapest ( Hongrie) :
  -  Médaille d'or du solo libre